# هاینتس اشتلر
هاینتس اشتلر (انگلیسی: Heinz Stettler; ۱ مارس ۱۹۵۲ – ۲۴ مهٔ ۲۰۰۶) ورزشکار دو و میدانی اهل سوئیس بود.